# 13211 Стакі
13211 Стакі (13211 Stucky) — астероїд головного поясу, відкритий 3 травня 1997 року.
Тіссеранів параметр щодо Юпітера — 3,271.